# Димитър Македонски (Дърманци)
Вижте пояснителната страница за други личности с името Димитър Македонски.
Димитър Ираклиев Николов Македонски, с прякор Макето, е български художник, по произход от Костурско, един от ярките представители на българската живопис във втората половина на XX век.

## Биография
Роден е на 14 ноември 1914 година във врачанското село Дърманци, в семейството на Евтимия (1888 – 1958) и Иракли Македонски (1885 – 1954). Майка му е от заможно земеделско семейство от село Вълчедръм. Баща му Иракли работи дълги години като учител и училищен инспектор в Искърския край през първата половина на XX век, като също така е кмет на селата Дърманци и Рашково. Негов дядо е българският революционер и строител Димитър Македонски от корчанското село Прогър.
В 1944 година Димитър Македонски завършва живопис при професор Никола Ганушев в Художествената академия в София. След това работи като уредник в Софийската градска художествена галерия в периода от 1947 до 1965 година. Първата му самостоятелна изложба е в София в 1948 година, когато излага платната си.
В 1973 година е отличен с „Наградата на София“. В следващата 1974 година става носител на орден „Св. св. Кирил и Методий“ – I степен.
Умира на 27 май 1993 година в София. Погребан е в родното си село.
По случай 106-годишнината от неговото рождение в Дърманци е открита негова изложба в 2020 година.

## Творчество
Македонски твори предимно в жанровете портрет, пейзаж и натюрморт. Има 12 самостоятелни изложби, сред които в София в 1948, 1955, 1959, 1965 и 1978 година, Мездра (1962), Гоце Делчев и Сандански (1965), Враца (1967, 1979), Хасково (1980), Бургас (1983), както и редица участия в много общи художествени изложби. Негови творби се съхраняват в Националната художествена галерия, Софийската градска художествена галерия, Художествената галерия „Иван Фунев“ във Враца, Художествения фонд на МВнР и други. Притежание са и на частни галерии и колекционери в Бразилия, Естония и Унгария. Във фонда на Градската художествена галерия в Мездра се намират 13 негови картини, а във фонда на врачанската галерия се съхраняват 16.